# Enfermería en Sudáfrica

## Educación
Para ser reconocidos, el curso consta de dos años e incluyen más de 2.000 horas de práctica clínica.
Las asignaturas cursadas en el primer año de carrera son:
- Historia y ética.
- Fundamentos de enfermería.
- Nutrición elemental.
- Primeros auxilios.
- Estructura y función del cuerpo humano.
- Introducción a la comprensión del cuidado de salud.

El segundo año comprende el estudio de ciencias fundamentales para la enfermería básica y, dependiendo del lugar donde se encuentre la escuela estará aprobada una de las siguientes asignaturas:
- Cuidados generales de enfermería.
- Cuidado enfermero del adulto mayor.
- Cuidado enfermero de las personas con discapacidad mental.
- Cuidado enfermero comunitario.
- Cuidado enfermero psiquiátrico.

## Regulación legal
El colegio de enfermería de Sudáfrica (SANC) fue fundado por el acta de enfermería n.º 45 de 1944, y actualmente regulado por la modificación del Acta de Enfermería n.º 50 de 1978.  SANC inspecciona y aprueba los colegios de enfermería y los planes de estudios; exámenes, registros, y enfermeros colegiados, matrones y auxiliares de enfermería.